# DJ Quik
Дэвид Марвин Блейк (род. 18 января 1970), более известен по своему сценическому псевдониму DJ Quik, является американским исполнителем хип-хопа, диджеем и продюсером. По словам самого Куика, его сценическое имя отражает его способность производить записи за короткий промежуток времени.

## Молодость
Блейк родился 18 января 1970 в Комптоне, штат Калифорния. Главным образом был вдохновлен артистами жанра фанк и соул, такие как Роджер Траутман (который даже научил использовать его ток-бокс, который стал торговой маркой для звучания Куика на протяжении всей его карьеры) и Джордж Клинтон . После смерти Роджера Траутмена перестал использовать ток-бокс, из уважения к своему любимому другу, аргументируя это тем, что множество исполнителей начали использовать ток-бокс после того, как Траутман умер, и ему это просто не нравилось — казалось, что они издевались над музыкальным наследием Траутмана. Любовь Дэвида к музыке началась в 2 года, так как его мать имела обширную коллекцию музыкальных записей. В 12 лет он начал играть на инструментах, в 21 стал платиновым исполнителем.
Начал продавать свои домашние микстейпы (особенно The Red Tape, 1987) после того, как ему подарили фонограф на окончание 8-го класса. Куик зарабатывал на жизнь, проводя небольшие вечеринки в
своем квартале, многие из которых заканчивались стычками местных банд. Был членом банды Westside Tree Top Piru. В 11 классе был отчислен из школы. В течение трех лет Куик был бездомным, поскольку его мать потеряла дом из за лишения права выкупа заложенного имущества и какое то время Куик жил у своего друга Playa Hamm. Позже Куик сказал, что после его успеха в рэп-индустрии многие из членов его семьи начали «выскакивать»(англ. "popped up") из ниоткуда.

## Дискография

### Студийные альбомы
- Quik Is the Name (1991)
- Way 2 Fonky (1992)
- Safe + Sound (1995)
- Rhythm-al-ism (1998)
- Balance & Options (2000)
- Under tha Influence (2002)
- Trauma (2005)
- The Book of David (2011)
- The Midnight Life (2014)[7]

### Совместные альбомы
- Blaqkout совместно с Kurupt (2009)
- Rosecrans совместно с Problem (2017)

## Фильмография
| Год  | Название фильма                         | Роль               | Примечание   |
| ---- | --------------------------------------- | ------------------ | ------------ |
| 2003 | Visualism: The Art of Sound into Vision | Играет самого себя | Главная роль |
| 2006 | Keeping Up with the Steins              | Играет самого себя | Камео        |
| 2010 | Malice n Wonderland                     | Пианист            |              |

| Year | Название сериала      | Роль                     | Примечание                       |
| ---- | --------------------- | ------------------------ | -------------------------------- |
| 2004 | Method & Red          | Играет самого себя       | Эпизод: «Something About Brenda» |
| 2005 | Entourage             | Играет самого себя       | Эпизод: «The Bat Mitzvah»        |
| 2007 | Everybody Hates Chris | Hilton «Hilly Hill» Reed | Эпизод: «Everybody Hates DJ’s»   |